# Bazilika sv. Mihaela, Bordeaux
Bazilika sv. Mihaela je eden glavnih katoliških krajev čaščenja v mestu Bordeaux, na jugozahodu Francije. Zgrajena je bila med 14. in 16. stoletjem v značilnem gotskem dekorativnem slogu. Cerkev je dobila ime po soseski, v kateri stoji.
Bazilika deli s stolnico sv. Andreja posebnost, da zvonik stoji samostojno ob cerkvi. Z višino 114 metrov je najvišji na jugu Francije  in drugi najvišji v Franciji za zvonikom stolnice v Strasbourgu. V njeni bazi je ohranjena kripta, ki je dolgo služila kot kostnica, nato pa kot razstavni prostor mumij, ekshumiranih v 19. stoletju med gradnjo Place Meynard, starega župnijskega pokopališča.
Kot zgodovinski spomenik je bila vpisana leta 1846 kot cerkev sv. Mihaela - ki je leta 1903 postala manjša bazilika - od leta 1998 pa je na seznamu Unescove svetovne dediščine uvrščena kot del Jakobove poti v Santiago de Compostella v Franciji .

## Zgodovina
Sedanja zgradba je nasledila staro cerkev, ki je bila zunaj mestnega obzidja. Gradnja tretjega mestnega okrožja, vključno s starodavnim svetiščem, je prispevala k razvoju okrožja v 14. stoletju. Slednje je bilo domena trgovcev in obrtnikov.
Gradnjo nove cerkve je kralj Ludvik XI. Francoski zaupal arhitektu Jeanu Lebasu, ki je izviral iz Saintesa. Leta 1466 so v cerkvi postavili kolegij kanonikov, ko je bila še v gradnji. Postala je pomembna etapa na poti do Satiago de Compostelle, o čemer priča zlasti kapela sv. Jakoba. Bratovščine in družba prispevajo z donacijami za napredovanje del, ki niso bila dokončana pred 16. stoletjem.
Stavba je pretrpela posledice potresa, ki je 10. avgusta 1759 prizadel Bordeaux. Nekajkrat je vanjo udarila strela. Strela je septembra 1768 v orkanu odnesla streho zvonika in ga znižala na 'samo' 99 metrov. Leta 1755 je bil izveden projekt obnove, ki je ostal brez nadaljnjih ukrepov. Januarja 1769 se je cerkvena delavnica odločila, da bo restavriranje zaupala kraljevemu arhitektu Jacquesu Hardouin-Mansart de Sagonnu (1711-1778), zadnjemu Mansartu, vnuku Julesa Hardouina-Mansarta, ki je prišel v Bordeauxu v upanju, da mu bodo zaupali gradnjo nove mestne hiše. Ta projekt na bi se začel 21. januarja 1769, a so imeli premalo sredstev za njegovo realizacijo.
Projekt Mansarta de Sagonna je bil dokončno zavrnjen, ko je leta 1811 župnija sprejela projekt arhitekta Louisa Combesa. Obnova zvonika pa je počakala do leta 1860, ko je Paul Abadie, arhitekt Srca Jezusovega v Parizu, začel delati v gotskem slogu. Dokončana je bila leta 1869.
Na začetku 19. stoletja je gostil telegraf Chappe. Med bivanjem v Bordeauxu leta 1843 ga Victor Hugo opisuje: »stolp, čeprav je še vedno okronan z blokom z osmimi stranicami in osmimi zatrepi, je na vrhu surov in okrnjen. Čutimo, da je obglavljen in mrtev. To ni več zvonik; je okostje zvonika«. 
Leta 1791 je uprava departmaja odredila odstranitev starega župnijskega pokopališča, ki je obdajalo cerkev, sedanji trg Meynard. Kosti so zbrane v kripti, ki je pod zvonikom, nato pa prekrite z zemljo. Med temi deli so odkrili več deset mumificiranih teles, mumije svetega Mihaela. Slednje so postavljene v kripti, ki je bila za obiskovalce odprta do leta 1979. Takrat  so trupla znova pokopali, tokrat na pokopališču v Chartreuseu.
papeško pismo je 1. aprila 1903 povzdignilo župnijsko cerkev svetega Mihaela v manjšo baziliko.
21. junija 1940 je bombardiranje poškodovalo del vitrajev bazilike, ki so jih po koncu vojne  nadomestili modernistični nadomestki umetnika Maxa Ingranda in v kapelah ambulatorija Jean-Henrija Couturata.

## Arhitektura
Dolga 75 metrov od kora do vhoda v ladjo in 38 metrov široka (skupaj s transeptoma), je bazilika ena največjih v mestu. Za triladijsko cerkev je značilen dekorativen gotski slog, ima tloris latinskega križa. Ladja, visoka 23 metrov, ima štiri traveje. Širok štrleči transept simbolično ločuje ladjo od kora, sestavljen iz treh travej. Tri poligonalne apside zaprejo komplet.
Na stranskih ladjah je serija 17 stranskih kapelic, od katerih je vsaka posvečena bratovščini ali cehu. Mnoge od teh kapelic imajo umetniška dela. Tako ima kapela sv. Jakoba, zgrajena med letoma 1470 do 1475, leseno oltarno ploščo iz 17. stoletja. Ta je v središču okrašena s sliko, ki predstavlja apoteozo sv. Jakoba (1632). V kapeli je tudi grob romarja, kapela je posvečena romarjem na poti v Santiago de Compostela. Poleg tega je kapela Ferron okrašena s kiparsko kompozicijo s temo Snemanja s križa (1493). Še ena kapela je posvečena sveti Katarini, zavetnici mornarjev.
Med drugimi umetniškimi deli v baziliki naj omenimo tudi Pieta iz konca 15. stoletja in skulpturo, ki predstavlja sveto Uršulo, ki pod svojim ogrinjalom skriva deviške mučenice iz Kölna. V ladji je prižnica iz 18. stoletja, ki združuje mahagonij in marmorne plošče, kip svetega Mihaela, zavetnika cerkve.
Veliki okna osvetljujejo baziliko. Vitraji večinoma izvirajo iz 16., 19. in 20. stoletja. Med najstarejšimi je  Jesejevo drevo, kjer prevladujejo rdeči, rumeni in modri toni. Vitraji kora umetnika Maxa Ingranda nadomeščajo tiste iz 19. stoletja, uničene zaradi bombardiranja.
Več nagrobnih plošč v ladiji priča o dolgoletnem običaju, da je treba bogataše pokopati v cerkvi. Ta praksa se je postopoma opustila v 18. stoletju zaradi javnega zdravja .

### Zvonik
Zvonik tvori stavbo, neodvisno od cerkve. Stoji nekaj deset metrov od glavnega portala, zasluga pa gre arhitektu Jeanu Lebasu. Omejen z oporniki in fialami podpira zvonik, ki ga je od 1861 do 1869 zgradil Paul Abadie. Višina 114,60 metrov in je najvišji zvonik na jugu Francije.
Zvonik bazilike sv. Mihaela ima kariljon z 22 zvonovi (čeprav je ta številka nižja od števila 23, ki ga zahteva nacionalna zveza kariljonov). Po obnovi od 17. septembra 1999 kariljon ponovno deluje.